# Сусанна Аттілі
Сусанна Аттілі (італ. Susanna Attili; нар. 7 березня 1973) — колишня італійська тенісистка.
Найвищу одиночну позицію світового рейтингу — 407 місце досягла 20 вересня 1993, парну — 131 місце — 15 серпня 1994 року.
Здобула 1 парний титул.

## Фінали ITF
| турніри $75,000 |
| турніри $25,000 |
| турніри $10,000 |

### Парний розряд: 5 (1–4)
| Результат | Ранг | Дата            | Турнір               | Покриття | Партнерка        | Суперниці                         | Рахунок             |
| --------- | ---- | --------------- | -------------------- | -------- | ---------------- | --------------------------------- | ------------------- |
| Поразка   | 1.   | 18 лютого 1991  | Лісабон, Португалія  | Ґрунт    | Антонелла Канапі | Клара Благова Моніка Кратохвілова | 6–7(2), 7–6(5), 5–7 |
| Перемога  | 1.   | 18 січня 1993   | Гельсінкі, Фінляндія | Килим    | Елена Савольді   | Марія Екстранд Ванесса Маттіс     | 5–7, 6–3, 6–3       |
| Поразка   | 2.   | 10 травня 1993  | Путіньяно, Італія    | Тверде   | Елена Савольді   | Ева Меліхарова Івана Янковська    | 3–6, 7–6(6), 4–6    |
| Поразка   | 3.   | 6 вересня 1993  | Сполето, Італія      | Ґрунт    | Елена Савольді   | Ольга Лугіна Ларісса Шерер        | 5–7, 6–7(5)         |
| Поразка   | 4.   | 27 березня 1994 | Брест, Франція       | Тверде   | Елена Савольді   | Карін Пташек Ельс Калленс         | 4–6, 1–6            |